# Babou
Babou Nicolai Nelson Lowe (født 7. december 1994), bedre kendt som Babou, er en dansk-gambiansk sanger, der er bedst kendt for sin deltagelse i 2011-udgaven af sangkonkurrencen X Factor på DR1. På trods af at være udråbt til én af bookmakernes favoritter, endte Babou på en tredjeplads i finalen mod Annelouise og vinderen, Sarah. Han har også en Youtube cannal "BaboumusicVEVO"
Som 10-årig deltog han i talentshowet Scenen er din (2005) på TV 2, hvor han kom på en andenplads i kategorien Juniorsang. Efterfølgende udgav han et album med coverversioner med titlen For Once in My Life.
Babou er søn af en dansk mor og en gambiansk far.
Efter flere års tavshed udgav Babou i januar 2014 singlen "Supernova", som samtidig er titelmelodien til Paradise Hotel 2014 på TV3. Singlen blev et top 10-hit på download- og streaming-hitlisterne. I februar 2014 modtog singlen guld for 900.000 streams.
Babou deltog i Dansk Melodi Grand Prix 2015 med sangen "Manjana", som opnåede en femteplads i showet.

## Diskografi

### Album
- For Once in My Life (2005)

### Singler
| År                                                               | Titel         | Højeste placering | Højeste placering | Certificering        |
| År                                                               | Titel         | Download          | Streaming         | Certificering        |
| ---------------------------------------------------------------- | ------------- | ----------------- | ----------------- | -------------------- |
| 2014                                                             | "Supernova"   | 8                 | 9                 | - Platin (streaming) |
| 2014                                                             | "Candy Crush" | —                 | —                 |                      |
| 2015                                                             | "Manjana"     | —                 | —                 |                      |
| "—" markerer en udgivelse der ikke opnåede en hitlisteplacering. |               |                   |                   |                      |